# 大金背啄木鸟
大金背啄木鸟（学名：Chrysocolaptes lucidus）为啄木鸟科金背啄木鸟属的鸟类。该物种的模式产地在菲律宾。

## 亚种
- 大金背啄木鸟云南亚种（学名：Chrysocolaptes lucidus guttacristatus）。在中国大陆，分布于云南等地。该物种的模式产地在印度。[3]